# Alessandro Zanella
Alessandro Zanella (Vicenza, 16 aprile 1955 – Creta, 13 luglio 2012) è stato un editore e tipografo italiano.

## Biografia ed esperienze lavorative
Zanella cresce in Valdonega, quartiere di Verona in cui Giovanni Mardesteig, il principe degli stampatori secondo la definizione di Gabriele D'Annunzio, aveva trasferito nel 1927 l'Officina Bodoni, fondata cinque anni prima a Montagnola e, nel 1948, la Stamperia Valdonega.  L'elegante ricercatezza dei volumi stampati da Mardesteig sicuramente stimolarono tante private press tra cui quella di Franco Riva dal 1954 cui si devono le Editiones Dominicae (il nome fa riferimento al giorno in cui l'allora direttore della biblioteca Civica di Verona riusciva a dedicarsi all'arte nera), quella di Gino Castiglioni e Alessandro Corubolo dal 1960 stampatori all'insegna della Chimera, dal 1963 quella di Renzo Sommaruga che Giovanni Guareschi ribattezzò stampittore (appellativo poi ripreso da Vanni Scheiwiller) dal 1971 il Californiano Richard Gabriel Rummonds e la sua Plain Wrapper Press che pubblica a Verona dal 1971 al 1982.  e dal 1982 Anna Ziliotto con la sua Gibralfato. 
Nel 1976 Zanella conosce e diviene allievo di Rummonds, lo segue alla University of Alabama dove Rummonds tiene dei corsi di stampa, storia del libro e biblioteconomia. In seguito diventano soci. Con lui, nel 1977, stampa la sua prima opera Will and testament. A fragment of biography, un racconto di Anthony Burgess illustrato dalle serigrafie di Joe Tilson
Nel 1982, quando Rummonds decide di tornare in America e la società viene sciolta, Alessandro Zanella sceglie per sé il torchio Stanhope e apre la sua stamperia Ampersand da cui usciranno centonovanta titoli
La stamperia è collocata inizialmente in via Santa Maria in Organo, poi in Piazza Pradaval e a partire dal 1992, in Santa Lucia ai Monti (Valeggio sul Mincio).
Ampersand, iche dentifica anche la marca tipografica scelta da Zanella, compare per la prima volta nel 1990 sul frontespizio di Persefone, un lungo poema in neo greco di Ghiannis Ritsos, con la traduzione italiana a fronte di Nicola Crocetti e con la traduzione inglese a fronte di Nikos Stangos. “La scelta di questo logogramma come marca tipografica esprime a pieno la cifra intellettuale e artistica di Alessandro Zanella non un aut aut superbo ed escludente, ma un et che significa attenzione alla diversità e alla molteplicità delle opzioni con cui l'arte tipografica persegue il raggiungimento di una forma perfetta”. Entrambe le tirature sono costituite da ottanta esemplari e sono accompagnate da due xilografie originali, motivi decorativi nel testo e due serigrafie a più colori di Joe Tilson. 
I primi due testi stampati come Ampersand sono Sul teatro delle marionette (1984) e Un coup de dès jamais n'abolira le hasard (1987).
Le prime composizioni di Zanella sono di autori stranieri con traduzione italiana, la svolta nel 1994 con la pubblicazione della collana Le carte del cielo una raccolta di autori italiani del ventesimo secolo selezionati dal bibliotecario e collezionista Sandro Bortone.
Dalla fine degli anni Novanta, Zanella per supplire alla indisponibilità di nuovi caratteri in piombo, decide di apprendere la tipografia digitale e inizia a comporre i testi con il computer, testi che saranno poi da lui stesso riprodotti in matrici di polimeri. Questo gli permette di lavorare sugli alfabeti adattandoli alle proprie necessità. In particolare, per l'opera di James Joyce Anna Livia Plurabelle, stampata nel 2001 con i colleghi Gino Castiglioni e Alessandro Corubolo, fondatori della Chimèrea officina, Zanella digitalizza un alfabeto maiuscolo disegnato, ma mai realizzato tipograficamente, da Bruno Munari negli anni Trenta, che sarà utilizzato per il frontespizio e i titoli.

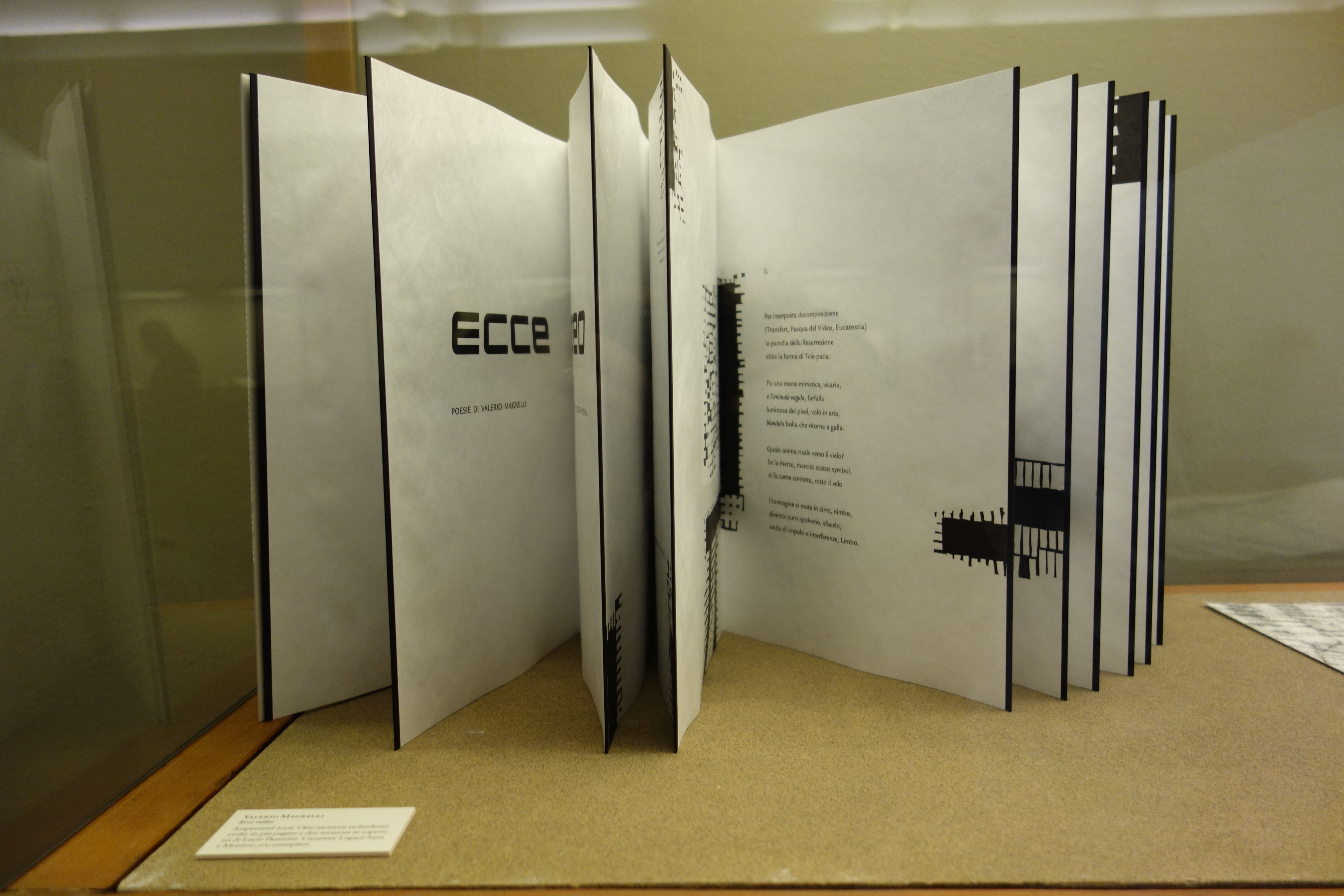
"Ecce video" la stampa di otto poesie di Valerio Magrelli e una breve nota dello stampatore su fibra di politilene. Con otto incisioni su linoleum di Lucio Passerini.

La sperimentazione non si ferma ai caratteri, ma coinvolge i supporti su cui stampare e gli inchiostri. 
Nel 2006 esce dai torchi di Zanella Ecce video, una raccolta di poesie di Valerio Magrelli, per frontespizio e titoli della quale Zanella crea un set di caratteri, che nomina Monitor, ispirati alla scritta Brionvega, storico marchio di produzione di apparecchi radiofonici e televisivi. Per rendere l'idea di modernità del contenuto, inoltre, Zanella sceglie di stampare non su carta ma su una fibra di polietilene bianca, Tyvek® di DuPont, in cui anche la ricerca di un inchiostro in grado di imprimersi su supporto è frutto di lunghe ricerche e sperimentazioni. Il volume, a leporello, in cui il polimero bianco poggia su un cartoncino nero, reca impressi i testi solo sul recto (bianco) lasciando libero il verso (nero). Due incisioni di Lucio Passerini sono in nero su fondo bianco nel piatto anteriore e in bianco su nero nel piatto posteriore, le altre sei sono nel testo e quindi nero su bianco. Il volume è contenuto in una custodia in plexiglas. 

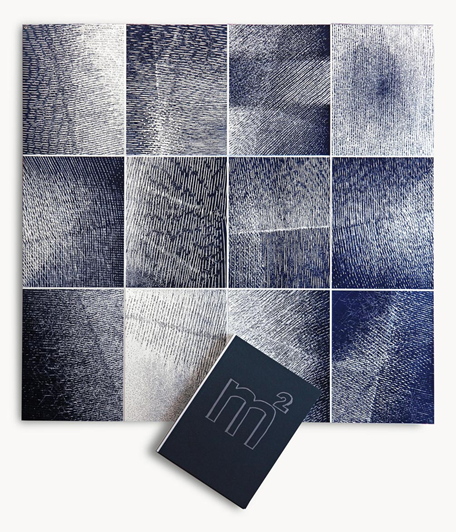
Il M^{2} foto dall'Archivio Zanella

Scrive di lui Alessandro Corubolo “Tutt'altro che uomo del passato, egli, interessato ad ogni innovazione, sia nel design grafico che nella tecnica, si teneva aggiornato e adattava al proprio linguaggio tipografico prodotti e tecniche dell'oggi, come nel caso dei caratteri digitali, che a volte ritoccava nei tratti o negli spessori anche per renderli adeguati alla stampa tipografica a rilievo una volta ottenute matrici di polimero”.
L'interesse per la sperimentazione anima Zanella fino alla fine, ne è dimostrazione il volume M2. uscito postumo a cura della moglie Carla Bellini, di Alessandro Corubolo, del bibliofilo Alessandro Soldini e dell'artista Marina Bindella seguendo fedelmente le precise indicazioni lasciate dallo stampatore. Questo doveva essere il primo di una serie di libri d'artista per cui Zanella aveva scelto come forma una tavola di un metro quadrato appunto intelata e ripiegata come le carte geografiche dell'Ottocento. Il volume è composto da una poesia inedita di Valerio Magrelli e da una xilografia di Marina Bindella.

## Insegnamento
All'attività di stampa Zanella affiancò quella di docenza in cui condivise con studentesse e studenti universitari, colleghe e colleghi, e semplici appassionati e appassionate il suo sapere. Ha tenuto i corsi:
Composizione e Stampa (C&S) dal 2000 fino al 2010 per un totale di dodici corsi e altrettanti volumetti.
SIDVS IVLIARIVM RESVRGIT 
Ventun laboratori di tipografia, promossi da Gian Paolo Marchi, per studentesse e studenti del corso di laurea in Lingue e Culture per l'Editoria dell'Università di Verona. In ogni corso tra maggio 2003 e novembre 2009 furono composti e stampati piccoli volumi, in 24 esemplari numerati spesso con inediti come Fernando Bandini, Norbert Kase, Franco Loi, Mario Luzi, Daniele Piccini, Edoardo Sanguineti e Jean-Charles Vegliante. Il nome della collana fa riferimento alla stamperia del conte Bartolomeo Giuliari che sul finire del Settecento (1795) nel palazzo di famiglia, oggi sede del rettorato dell'Università di Verona, fondò una sua tipografia.
Tipografia e Xilografia (T&X) Tra il 2006 e il 2011 da cui nacquero quattro titoli. 
Tipografia e Fotopolimeri (T&F) due corsi nel 2010.
Accademia di belle arti di Venezia Nel 2010 insegnò tecniche e procedimenti di stampa all'Accademia di Belle Arti di Venezia.
TIPI D'INVERNO (Td'I) Il workshop di composizione a mano e stampa ai torchi tipografici il 3 e 4 dicembre 2011. 
Workshop Adana nel 2011 un corso e un titolo.
Tipoteca italiana fondazione due corsi e altrettanti titoli stampati presso la Tipoteca Italiana Fondazione nel 2012, con studenti della Michgan University e della Kansas University
ZEROKILOWATT workshop tipografici offerti da Alessandro Zanella a chiunque volesse avvicinarsi alla pratica della tipografia con carattere di piombo e della stampa eseguita con il torchio a mano..

## Collane
Carte del cielo (1994-2002) dieci autori italiani selezionati da Sandro Bortone tra il 1994 e il 1998, cui si aggiunge un ultimo titolo nel 2002.
All'attività di stampa in proprio Zanella affiancò quella su commissione in cui lo stampatore, pur limitato dalle richieste dell'ordinante seppe sempre e comunque ricavarsi un tratto di originalità
Cento Amici del Libro per loro Zanella stampa, tra il 1979 e il 2011, nove titoli, il primo con Rummonds.

## Mostre
2001 Two Private Presses from Verona Officina Chimèrea | Ampersand. University of Washington, Seattle; University of Oregon, Eugene; University of San Francisco, San Francisco; University of Nevada, Reno; University of Utah, Salt Lake City. Le mostre si sono tenute, in varie date e durate, dal 22 febbraio al 31 maggio 2001
2002 Ampersand. Edizioni limitate di libri illustrati, Biblioteca Salita dei Frati, Lugano, 1 marzo – 12 aprile 2003.
2004 SIDVUS IVLIARIVM RESVRGIT. I libri stampati al torchio dagli studenti del Corso di laurea in Lingue e cultura per l'editoria dal maggio 2003 al giugno 2004, Biblioteca centrale Arturo Frinzi, 25 ottobre-13 novembre.
2009 Stampare ad arte. Alessandro Zanella tipografo ed editore, a cura di Marina Bindella, Biblioteca Vallicelliana, Roma, 10-23 novembre 2009

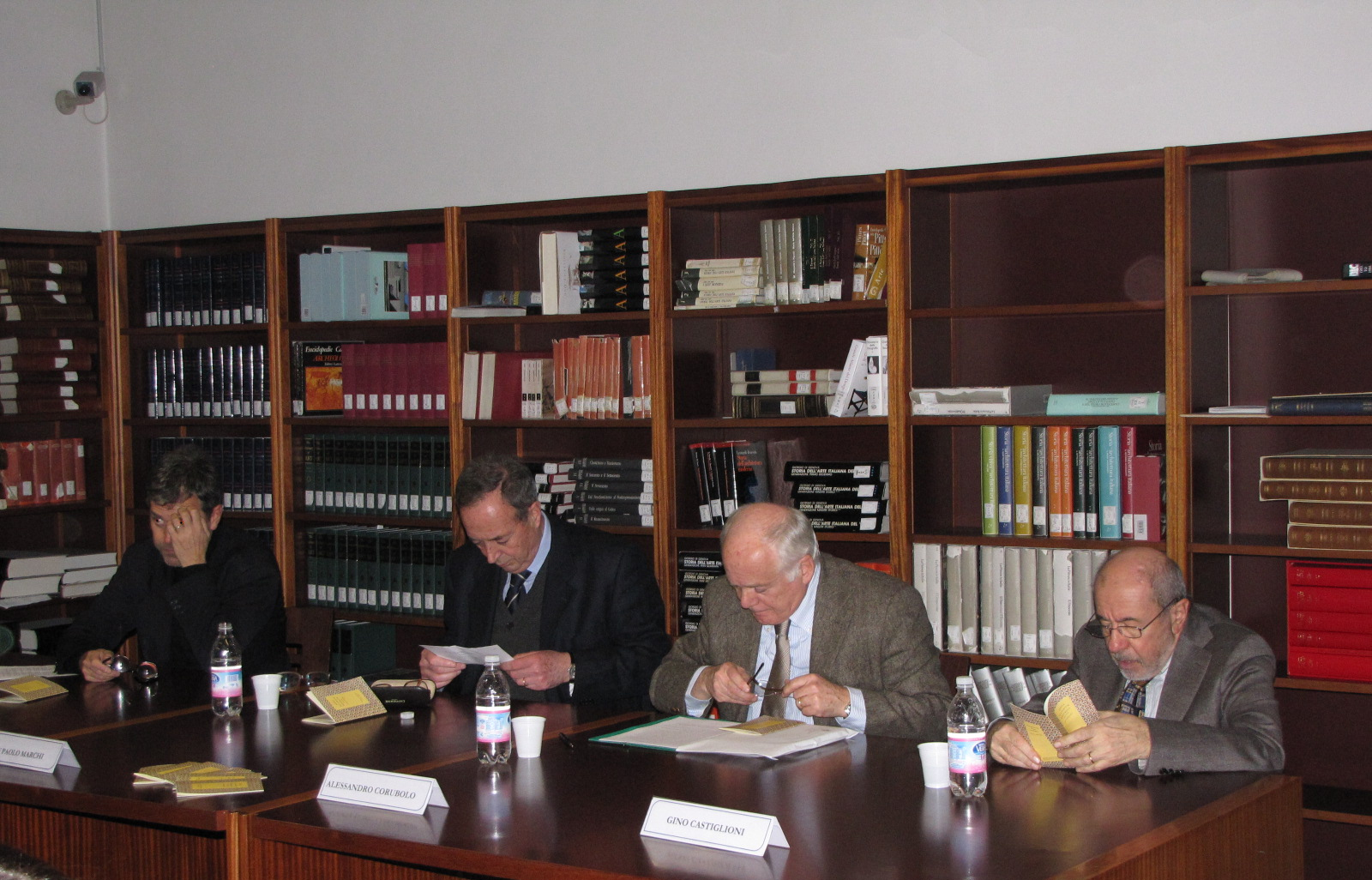
L'inaugurazione della mostra "Sidus Iuliarium resurgit" nel 2010 presso la Biblioteca Frinzi nella sala che nel 2015 è stata intitolata ad Alessandro Zanella. Da sinistra lo stampatore, Gian Paolo Marchi, Alessandro Corubolo e Gino Castiglioni.

2010 SIDVUS IVLIARIVM RESVRGIT, Collana di libri stampati in torchio dagli studenti del Corso li laurea in Lingue e culture per l'editoria dal maggio 2003 al maggio 2009, Biblioteca centrale Arturo Frinzi, 27 gennaio-5 marzo
2010 Stampare ad arte. Alessandro Zanella tipografo ed editore, Biblioteca civica "G. Tartarotti" di Rovereto, 17 settembre - 15 ottobre 2010
2013 Alessandro Zanella. Tipografo editore 1978-2012 a cura di Gino Castiglioni e Alessandro Corubolo, Biblioteca Civica di Verona, 24 aprile-18 maggio 2013

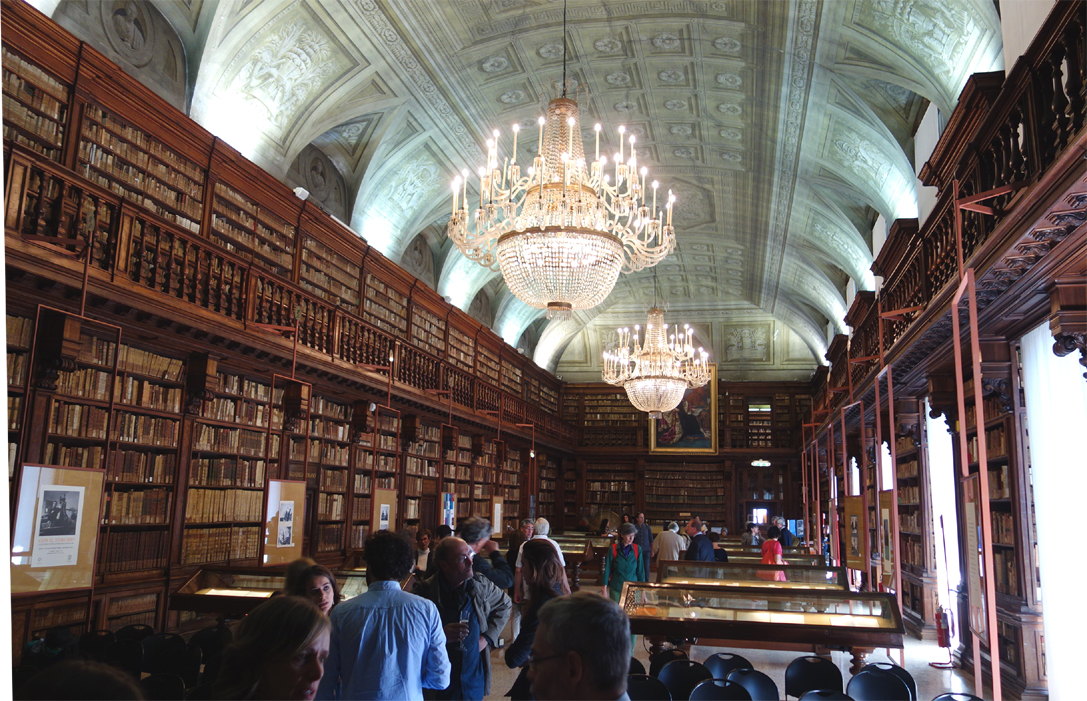
La mostra delle opere stampate da Alessandro Zanella alla Biblioteca Nazionale Braidense, 17 maggio-6 giugno 2015. Mostra a cura di Carla Bellini, Anita e Francesca Zanella, Alessandro Corubolo.

2014 Con il torchio: Alessandro Zanella tipografo ed editore a cura di Alessandro Corubolo, Carla Bellini, Anita e Francesca Zanella, Biblioteca Braidense di Milano, 17 maggio-6 giugno. <ref> Il catalogo che reca lo stesso titolo della mostra è stato curato da Alessandro Corubolo e contiene testi dello stesso e di Claudio Zambianchi </ref
2015 In Biblioteca Frinzi intitolazione di una sala ad Alessandro Zanella il 16 aprile e da quella data all'11 maggio, esposizione delle ventuno sidus e alcuni materiali iconografici che ricordano la relazione di Zanella con l'Ateneo di Verona
2015 Alessandro Zanella stampatore (1955-2012) al Museo di Castelvecchio, 18 aprile al 6 maggio